# Остін Ренд
Остін Лумер Ренд (англ. Austin Loomer Rand; 16 грудня 1905 — 6 листопада 1982) — канадський зоолог.
Ренд народився в Кентвіллі у Новій Шотландії і виріс в сусідньому Вулфвіллі, де його наставником був відомий місцевий орнітолог Робі Тафтс. Він здобув ступінь бакалавра в Університеті Акадія, а у 1961 році цей заклад присвоїв йому почесний ступінь доктора наук.
У 1929 році, ще аспірантом Корнелльського університету, Ренд відправився в експедицію на Мадагаскар як колекціонер птахів. Результати експедиції він опублікував як свою дисертацію на здобуття докторського ступеня. В цій експедиції молодий вчений познайомився з Річардом Арчболом, зоологом і філантропом, який став його другом на все життя. Надалі Арчболд профінансував і очолив низку біологічних експедицій на Нову Гвінею в 1930-х роках, в яких брав участь і керував Ренд. В 1941 році він допоміг Арчболду у створенні Арчболдської біологічної станції в Лейк-Плесіді, Флорида, де пізніше він оселився на пенсії.
У 1942 році Ренд став помічником зоолога в Національному музеї Канади, нині Канадському музеї природи, де він працював разом з орнітологом Персі Тавернером і теріологом Рудольфом Мартіном Андерсоном. З 1947 по 1955 рік він був куратором відділу птахів в Польовому музеї в Чикаго, а з 1955 по 1970 рік був там головним куратором відділу зоології.
Ренд написав багато статей для журналу The Auk, офіційного видання Американського орнітологічного товариства. Він був обраний в члени цього товариства, а з 1962 по 1964 рік був його президентом.
Остін Л. Ренд був батьком відомого тропічного герпетолога Остіна Стенлі Ренда зі Смітсонівського інституту.
На честь Ренда були названі два види птахів: мухоловка філіпінська (Muscicapa randi) і сова-голконіг брунатна (Ninox randi), а також рід Рандія (Randia, Delacour & Berlioz, 1931).

## Публікації
Крім численних наукових статей, Ренд був автором низки книг:
- 1936. The distribution and habits of Madagascar birds. (Bulletin of the American Museum of Natural History).
- 1937. Results of the Archbold expeditions No.14: The birds of the 1933—1934 Papuan expedition. (Bulletin of the American Museum of Natural History. Coauthored with Ernst Mayr).
- 1942. Results of the Archbold Expeditions. Birds of the 1936—1937 New Guinea Expedition. (Bulletin of the American Museum of Natural History).
- 1955. Stray feathers from a bird man's desk. Fascinating and unusual sidelights on the lives of birds.
- 1956. American Water and Game Birds.
- 1960. Birds of the Philippine Islands: Siquijor, Mount Malidang, Bohol, and Samar. (Fieldiana. Coauthored with D.S. Rabor).
- 1961. A Midwestern Almanac, Pageant of the Seasons. (Coauthored with his wife Rheua M. Rand).
- 1962. Birds in Summer.
- 1967. Ornithology: an Introduction.
- 1967. Handbook of New Guinea Birds. (Coauthored with E. Thomas Gilliard).
- 1971. Birds of North America.